# Max Payne (film)
Max Payne – amerykańsko-kanadyjski film akcji z 2008 roku, stworzony na podstawie gry komputerowej o tym samym tytule.

## Fabuła
Nowojorski detektyw Max Payne od trzech lat próbuje za wszelką cenę rozwiązać sprawę zabójstwa swojej rodziny. Wszyscy, którzy chcą mu pomóc giną z ręki nieznanych bandytów. Z czasem mężczyzna odkrywa, że jego zmarła żona pracowała nad tajnym rządowym projektem, polegającym na podawaniu żołnierzom nowego narkotyku o nazwie Walkiria. Payne wpada na trop niejakiego Jacka Lupino. Rozwiązać tę sprawę chce również Mona Sax – tajemnicza kobieta, która nieoczekiwanie pojawia się w życiu upadłego gliny.

## Obsada
- Mark Wahlberg − Max Payne
- Mila Kunis − Mona Sax
- Beau Bridges − BB Hensley
- Ludacris − Jim Bravura
- Chris O’Donnell − Jason Colvin
- Donal Logue − Alex Balder
- Amaury Nolasco − Jack Lupino
- Kate Burton − Nicole Horne
- Olga Kurylenko − Natasha Sax
- Rothaford Gray − Joe Salle
- Joel Gordon − Owen Green
- Jamie Hector − Lincoln DeNeuf
- Andrew Friedman − Trevor
- Marianthi Evans − Michelle Payne
- Nelly Furtado − Christa Balder